# كأس سويسرا 2009–10
كأس سويسرا 2009–10 هو الموسم 85 من كأس سويسرا. أقيم خلال الفترة أغسطس 2009 وحتى 9 مايو 2010، وأشرف على تنظيمه اتحاد سويسرا لكرة القدم، وكان عدد الأندية المشاركة فيه 64، وفاز فيه نادي بازل.